# Крокодилът Гена
 Тази статия е за литературния герой.  За филма вижте Крокодилът Гена (филм).  
Крокодилът Гена е литературен герой на писателя Едуард Успенски, а също герой на анимационната поредица на режисьора Роман Качанов, заедно с Чебурашка.
Той ходи на задните си крака, носи костюм, шапка и бастун. Всеки ден се явява в зоологическата градина, където работи като крокодил. Над работното му място има табелка: „Африкански крокодил Гена. Възраст: 50 години. Разрешено е да бъде хранен и гален.“

## Екранизации
Първата му поява е в детския диафилм „Крокодил Гена и его друзья“ през 1969 г.
Получава голяма известност в мултипликационните филми на Роман Качанов:
- Крокодил Гена (1969)
- Чебурашка (1971)
- Шапокляк (1974)
- Чебурашка идёт в школу (1983)

През 2010 и 2013 г. е персонаж в пълнометражните мултипликационните филми на режисьора Макото Накамура „Крокодилът Гена” и „Чебурашка“.